# Château Caillou
Das Weingut Château Caillou liegt an der Departementstraße D118 ca. 1 km südwestlich von der Gemeinde Barsac im Département Gironde in der Region Aquitanien in Frankreich. Die Weingüter Château de Myrat, Château Climens und Château Doisy Daëne liegen in unmittelbarer Nachbarschaft. Caillou wurde bei der Bordeaux-Klassifizierung im Jahre 1855 als „Deuxième Cru Classé“ klassifiziert.
Auf 13 Hektar Rebfläche werden 96 % Semillion und 4 % Sauvignon Blanc angebaut und ca. 18 bis 24 Monate in zum Teil neuen Eichenfässern ausgebaut. Das Alter der Rebstöcke liegt im Mittel bei hohen 50 Jahren (Stand 2020). Die Rebflächen liegen innerhalb einer einzigen Parzelle mit lehmig-kalkhaltigem Boden und Kies-Sandboden. Der darunter gelegene verkarstete Kalksockel sorgt für eine gute Drainage. Der Kalksteinsockel bildet die namensgebenden Kiesel (caillou = Kieselstein). Château Caillou zählt zu den wenigen klassifizierten Weingütern des Bordeaux, die seit 1855 Größe und Lage der Rebparzellen nicht veränderten.
Das Ergebnis ist ein für den Bereich Barsac und Sauternes typischer edelsüßer Wein mit langer Lagerfähigkeit.  Der Zweitwein des Weinguts heißt Les Érables de Caillou. Ein Drittwein wird unter dem Namen Les Tourelles de Caillou vermarktet.

## Geschichte
Eine erste schriftliche Erwähnung des Weinguts findet sich in der dritten Auflage des Werks “Topographie de tous les vignobles connus ... suivie d’une classification générale des vins” von André Jullien; wenngleich unter dem Namen Caillau.  Dokumente im Besitz des Weinguts sollen Belege liefern, dass bereits im Jahr 1695 Wein angebaut wurde.
Kurz vor der Klassifizierung des Jahres 1855 erwarb der von Kuba zurückgekehrte Händler Louis Sarraute das Weingut. Wenig später ließ er das noch heute bestehende Landhaus errichten. Sarraute behielt das Weingut bis in das Jahr 1909. Insgesamt gestaltete sich diese Zeit als schwierig, da mit der Reblaus und dem Mehltau zwei schwere Krisen den Weinbau bedrohten.
Als Joseph Ballan das Weingut 1909 ersteigerte, standen lediglich 3 der insgesamt 13 Hektar Rebflächen im Ertrag. Nach dem Zweiten Weltkrieg übernahm sein Schwiegersohn Joseph Bravo die Geschicke des Weinguts. Joseph Bravo arbeitete seit 1947 mit dem Önologen und Berater Émile Peynaud zusammen.
Nach dem Tod von Joseph Bravo erbten die Geschwister Jean-Bernard und Marie-Josée das Weingut. Seit 1997 leitet Marie-José das Weingut mit ihrem Ehemann Michel Pierre. Mittlerweile führen die Söhne Sébastien und Jean-Noel Pierre die Geschicke von Château Caillou.